# Los hermanos Del Hierro
 Los hermanos Del Hierro  o Los llaneros es una película de western mexicana de 1961, dirigida por Ismael Rodríguez y protagonizada por Antonio Aguilar, Julio Alemán, Columba Domínguez, Ignacio López Tarso, Emilio "El Indio" Fernández y Patricia Conde. Narra una suerte de vicio que corrompía y devoraba a una familia norteña: los Del Hierro, cuya madre (Columba Domínguez) acaricia una ansiada venganza en contra del asesino de su marido baleado ante los ojos de sus dos pequeños hijos, educados en el odio y el desquite. Basada en un hecho real, se ambienta en una tierra de nadie donde reina la violencia, la muerte, adornada con las elegantes imágenes y alardes técnicos del fotógrafo Rosalío Solano. Fue filmada en locaciones de San Juan del Río, Querétaro, México.
Jorge Ayala Blanco, historiador y crítico de cine,  la llamó "la película más perfecta del cine mexicano".

## Sinopsis
En el norte de México, a comienzos del siglo XX, Reynaldo del Hierro (Eduardo Noriega) es muerto a balazos por Pascual Velasco cuando cabalga con sus hijos Reynaldo y Martín. En el velorio, la viuda decide inculcar en sus hijos el deseo de venganza. Pasan los años y Martín cobra la muerte de su padre asesinando a Pascual. Este acto es el principio de una serie de asesinatos alrededor de los hermanos del Hierro.
Con el tema musical “Dos palomas a volar” de Jesús Gaytán, Rodríguez y Garibay apuestan incluso por una suerte de western sicológico en el que conviven sin problemas, complejos de Edipo, temores infantiles y un pistolero sicópata que saca a la luz sus instintos asesinos por naturaleza (Julio Alemán). Antonio Aguilar encarna a Reynaldo del Hierro asesino involuntario que vaga con su hermano por el desierto y a quien salva de la horca. De hecho, Aguilar fue capaz de dar diferentes matices a su personaje; el de un hombre pacífico que se trastoca en criminal perseguido por la justicia enamorado de la misma mujer a la que ama su hermano y cuyo final resulta trágico e ineludible. 
Por si ello fuera poco, Los hermanos del Hierro, cuyo apellido remite por igual a la idea de la dureza y el error, reúne un reparto espectacular con varios de los actores recios del cine nacional como Pedro Armendáriz, Emilio "El Indio" Fernández, Víctor Manuel Mendoza, Ignacio López Tarso, David Reynoso, David Silva y José Elías Moreno.

## Reparto
- Antonio Aguilar como Reynaldo Del Hierro
- Julio Alemán como Martín Del Hierro
- Columba Domínguez como La viuda
- Patricia Conde como Jacinta Cárdenas
- David Reynoso como Manuel Cárdenas
- Luis Aragón como Chinto
- Dolores Camarillo como Sirvienta de los Cárdenas
- Pancho Córdova como Hombre que contrata la muerte de Zeñn
- Pascual García Peña como Cochero de Manuel
- Eleazar García "Chelelo" como Recadero de Martín
- Sadi Dupeyrón como Reynaldo, niño
- Alfredo Morán como Martín (niño)
- Emilio "El Indio" Fernández como Pascual Velasco
- Eduardo Noriega como Reynaldo Del Hierro, padre
- Ignacio López Tarso como El pistolero
- David Silva como Pelón
- Víctor Manuel Mendoza como Fidencio Cruz
- José Elías Moreno como Don Refugio
- Pedro Armendáriz como General
- Tito Novaro como Tipo que disputa con Del Hierro en el baile
- Arturo de Córdova como Narrador

## Música
Extraordinarias canciones: Jesús Gaytán ("Dos palomas al volar"), Rubén Fuentes ("Ciudad Victoria" y "Amor de madre"), Felipe Valdés Leal ("Sube y baja") y otros ("Flor de dalia" e "Indita mía"). 

## Anécdotas
- Esta cinta marco el debut cinematográfico de Patricia Conde, ya que a fines de 1960, Ismael Rodríguez, buscaba una actriz adolescente que interpretará a "Jacinta Cárdenas" en esta película, para lo cual convocó a un certamen. Patricia participó y fue seleccionada entre un grupo de más de 50 jóvenes, entre las que se contaban varias actrices profesionales. Antes de iniciarse el rodaje se pensó en un nombre comercial para ella y fue el cine-fotógrafo Rosalío Solano quien sugirió el nombre artístico de «Patricia Conde».

- La película comienza con una narración en off a cargo de Arturo de Córdova.

- Ismael Rodríguez, no quería a Julio Alemán, para interpretar a Martín Del Hierro, papel que ya tenía comprometido el rejoneador Gastón Santos, quien posteriormente declino el personaje, a lo cual el director convocó a un amplio concurso entre destacados actores jóvenes, eludiendo nuevamente a Julio, sin embargo su tesón y desempeño consiguieron convencer a Rodríguez.

- El papel de la madre fue escrito originalmente para Dolores del Río, quien esperaba protagonizar una película dirigida por Rodríguez. Quedó fascinada tanto por el guion como por el personaje, pero cuando supo que Antonio Aguilar interpretaría a su hijo mayor rechazó el papel, alegando que Aguilar sólo hacía películas de charritos (películas sobre charros mexicanos, esencialmente elegantes (vaqueros). Del Río no pudo comprender al director, cuyo genio creativo iba más allá de las simples convenciones narrativas, por lo que perdió la oportunidad de participar en este drama de locura y venganza disfrazado de western mexicano.